# Rodrigo Pinto
 Rodrigo Nascimento Pinto  (Vitória, 20 de fevereiro de 1980) é um voleibolista indoor brasileiro, atuante na posição de  Oposto que pela Seleção Brasileira, categoria juvenil,  conquistou a medalha de ouro no Campeonato Sul-Americano de 1998 no Chile e pela seleção principal conquistou o título da Liga Mundial de 2009.

## Carreira
Rodrigo recebeu o apelido de “Rivaldo” por assemelhar-se com o ex-futebolista Rivaldo; começou nas categorias de base do Álvares com apenas 15 anos de idade.
Na categoria juvenil representou a Seleção Capixaba no Campeonato Brasileiro de Seleções de 1997. No ano seguinte conquistou o bicampeonato, nessa mesma categoria em Maceió, desta vez representando a Seleção Mineira. Rivaldo conquistou duas vezes o título mineiro na categoria juvenil nos anos de 1998 e 1999 jogando pelo Unincor/Três Corações, também por este clube foi campeão mineiro na categoria adulto  de 1998 Ainda em 1998, Rivaldo é convocado para a categoria de base da Seleção Brasileira e disputou o Campeonato Sul-Americano Juvenil em Santiago-Chile onde obteve a medalha de ouro.
Defendendo o Telemig Celular/Unincor foi bicampeão mineiro em 1999 e campeão carioca também neste ano  terminando em quinto lugar na Superliga Brasileira A 1999-2000, com a parceria de Três Corações e o Vasco da Gama, permaneceu no clube que utilizou a alcunha de Vasco/ Três Corações conquistando o título do Campeonato Carioca tanto na categoria juvenil quando na adulto do ano de 2000, além do título do Campeonato Mineiro deste mesmo ano onde foi campeão da Copa Sudeste e da Copa Challenger, ambas em 2001.
Na temporada 2001-02 defendeu o Palmeiras/Guarulhos conquistou a oitava posição na Superliga Brasileira A e disputou  no Campeonato Paulista de 2001 e foi vice-campeão  e obteve o ouro nos Jogos Abertos do Interior  neste  mesmo ano. Atuou pelo Wizard/Suzano na temporada 2002-03, ocasião na qual conquistou o título  paulista de 2002 e obteve o bicampeonato dos Jogos Abertos do Interior no mesmo ano e conquistou o bronze da Superliga Brasileira A referente a tal período. Na temporada 2003-04 renovou com esse clube e conquistou o tricampeonato dos Jogos Abertos do Interior em 2003, e neste mesmo ano chegou pela segunda vez a final do Campeonato Paulista, mas terminou com vice-campeonato e encerrou em quarto lugar na Superliga Brasileira A 2003-04.
Foi contratado pelo Banespa/Mastercard para as competições da temporada 2004-05, por este conquistou o título dos Jogos Regionais de 2004, seu tetracampeonato dos Jogos Abertos em 2004 e a edição deste mesmo ano do Campeonato Paulista e Rivaldo obteve nesta temporada seu primeiro título da Superliga Brasileira A  e ainda foi o Maior Pontuador desta edição.
Rivaldo se transferiu para atuar no voleibol japonês e defendeu o Sakai Blazers na temporada 2005-06, quando conquistou o título da Liga A Japonesa  e renovou por mais uma temporada e não teve o mesmo êxito, encerrando apenas na sexta colocação e voltou ao Brasil para jogar  a temporada  2006-07 pelo Santander/Banespa conquistando o pentacampeonato dos Jogos Abertos do Interior em 2006 e foi vice-campeão do Campeonato Paulista e encerrou na quinta posição da Superliga Brasileira A 2006-07.Em 2006 foi convocado para Seleção Brasileira de Novos para disputar partidas amistosas.
Pelo Telemig Celular/Minas disputou as competições da temporada 2007-08, conquistou o título do Campeonato Mineiro de 2007 e seu clube representou  o Pinheiros no Campeonato Paulista também deste mesmo ano, conquistando o vice-campeonato nesta oportunidade e chegou a mais uma final nacional e conquistou o vice-campeonato da Superliga Brasileira A correspondente.
Novamente passa atuar fora do voleibol brasileiro, desta vez na Europa, onde defendeu o Framasil Pineto na temporada 2008-09 e encerrou na décima segunda posição da Liga A1 Italiana, apesar de não ser uma boa campanha, Rivaldo destacou-se individualmente sendo eleito o Maior Pontuador da edição, registrando 495 pontos e eleito pelo “La Gazeta Dello Sport” como melhor jogador da temporada.
Em 2009 foi convocado para Seleção Brasileira e disputou a Liga Mundial de 2009 cuja fase final foi em Belgrado-Sérvia ao derrotar os anfitriões na final conquistou a medalha de ouro nas estatísticas individuais ocupou a quadragésima sexta posição entre os Melhores Bloqueadores e a quinquagésima quinta colocação entre os maiores pontuadores.
Na temporada 2009-10 permaneceu no voleibol italiano, desta vez atuou pelo Prisma Taranto e terminou na décima primeira posição da Liga A1 Italiana e na temporada seguinte permaneceu na Europa, mas passou a defender o clube russo Dínamo Krasnodar nas competições 2010-11, e chegou as finais da Liga A Russa, terminando na quarta colocação.
Outro clube defendido por Rivaldo foi o Cimed/Sky competindo por este na temporada 2011-12, conquistando o título do Campeonato Catarinense de 2011 e foi o maior pontuador da final desse estadual e avançou as quartas de final da Superliga Brasileira A 2011-12, encerrando na sexta colocação.
Contratado pelo Medley/Campinas, Rivaldo atuou por este na jornada 2012-13 foi vice-campeão da Copa São Paulo de 2012 vice-campeão do Campeonato Paulista de 2012 e ouro nos Jogos Abertos do Interior de 2012 e encerrou na quinta posição na Superliga Brasileira A 2012-13.
Renovou com o Brasil Kirin para temporada 2013-14, onde conquistou o vice-campeonato paulista de 2013 e avançou até as semifinais da Superliga Brasileira A 2013-14 ficando com o bronze por ter melhor índice técnico na competição na fase de classificação. Em 2014 alcançou o bronze na Copa Brasil de 2014 em Maringá-Paraná. Nesse mesmo ano foi anunciado como novo reforço do clube paranaense: Ziober Maringá Vôlei para as competições do período esportivo 2014-15.

## Títulos e Resultados
- 2017 - Campeão da Taça Ouro
- 2014 - 3º Lugar da Copa Brasil[31]
- 2013-14 - 3º Lugar da Superliga Brasileira A
- 2013 - Vice-campeão do Campeonato Paulista[27]
- 2012-13 - 5º Lugar da Superliga Brasileira A
- 2012 - Campeão dos Jogos Abertos do Interior de São Paulo[27]
- 2012 - Vice-campeão do Campeonato Paulista[27]
- 2012 - Vice-campeão do Copa São Paulo[26]
- 2011-12 - 6º Lugar da Superliga Brasileira A[25]
- 2011 - Campeão do Campeonato Catarinense [24]
- 2010-11 - 4º Lugar da Liga A Russa[23]
- 2009-10 - 11º Lugar da Liga A1 Italiana[21]
- 2008-09 - 12º Lugar da Liga A1 Italiana[14]
- 2007-08 - Vice-campeão da Superliga Brasileira A[5][8]
- 2006-07 - 5º Lugar da Superliga Brasileira A[8]
- 2006 - Vice-campeão do Campeonato Paulista[5]
- 2006 - Campeão dos Jogos Abertos do Interior de São Paulo[5]
- 2006-07 - 6º Lugar da Liga A Japonesa
- 2005-06 - Campeão da Liga A Japonesa[5]
- 2004-05 - Campeão da Superliga Brasileira A[5][8]
- 2004 - Campeão do Campeonato Paulista[1]
- 2004 - Campeão dos Jogos Regionais de São Paulo[1]
- 2003-04 - 4º Lugar da Superliga Brasileira A[8]
- 2003 - Vice-campeão do Campeonato Paulista[5]
- 2003 - Campeão dos Jogos Abertos do Interior de São Paulo[1]
- 2002-03 - 3º Lugar da Superliga Brasileira A[8]
- 2002 - Campeão dos Jogos Abertos do Interior de São Paulo[1]
- 2002 - Campeão do Campeonato Paulista[1]
- 2001-02 - 8º Lugar da Superliga Brasileira A[8]
- 2001 - Vice-campeão do Campeonato Paulista[5]
- 2001 - Campeão dos Jogos Abertos do Interior de São Paulo[1]
- 2001 - Campeão da Copa Challenger[7]
- 2001 - Campeão da Copa Sudeste[1]
- 2000 - Campeão do Campeonato Mineiro[7]
- 2000 - Campeão do Campeonato Carioca Juvenil[1]
- 2000 - Campeão do Campeonato Carioca[9]
- 1999-2000 - 5º Lugar da Superliga Brasileira A[8]
- 1999 - Campeão do Campeonato Carioca[7]
- 1999 - Campeão do Campeonato Mineiro[7]
- 1999 - Campeão do Campeonato Mineiro Juvenil[1]
- 1998 - Campeão do Campeonato Mineiro[7]
- 1998 - Campeão do Campeonato Mineiro Juvenil[1]
- 1998 - Campeão do Campeonato Brasileiro de Seleções (Juvenil)[1]
- 1997 - Campeão do Campeonato Brasileiro de Seleções (Juvenil)[1]

## Premiações Individuais
- Maior Pontuador da Liga A1 Italiana de 2008-09[5]
- Melhor Jogador da Liga A1 Italiana 2008-09 pelo “La Gazeta Dello Sport”[5]
- MVP da Liga A Japonesa de 2005-06[5]
- 2º Maior Pontuador da Liga A Japonesa de 2005-06[5]
- Maior Pontuador da Superliga Brasileira A de 2004-05[5]

## Ligações Externas
- Perfil Rivaldo-Hansports(pt)
- Perfil Rodrigo Nascimento (Rivaldo) (pt)